# بیمارستان‌زدگی
بیمارستان زدگی اصطلاحی است که دلالت بر تغییر حالت جسمی و روحی عمیقی دارد که به تدریج نزد کودکان در دو سال نخست زندگی عارض می شود.محرومیت از مهر مادری، بستری شدن در بیمارستان و دوری از خانواده، علل اصلی این حالت می باشد. تظاهرات بیمارستان زدگی به صورت عقب ماندگی در رشد کودک، عدم امکان انطباق با محیط، درخودماندگی و جنون کودکانه بروز می یابد. 